# Уменьшённый лад

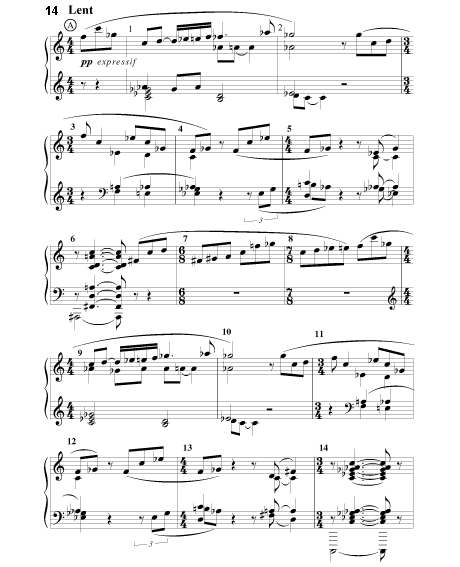
О. Мессиан. Прелюдия для фп. «Plainte calme» (1929, фрагмент) — типичный пример внедрения симметричного лада в атональную композицию. В основе пьесы лежит уменьшённый лад 12121212 (d-es-f-ges-as-a-h-c-d). Однако, помимо «основных» ступеней встречаются и некоторые другие, не входящие в него (в тт. 1, 3, 5, 8, 9, 11, 13). В результате их применения звуковысотная структура целого не сводится к «чистому» уменьшённому ладу

Уменьшённый лад — лад модального типа, один из наиболее распространённых симметричных ладов. Центральный элемент системы — уменьшённый септаккорд (отсюда термин).
Звукоряд уменьшённого лада образуется делением равномерно темперированной октавы на четыре равных малотерцовых сегмента тон-полутон (сокращённо 2|1) или полутон-тон (1|2). По этой причине Ю.Н. Холопов называет уменьшённый лад также «малотерцовой системой». 
Первая структура (2|1) в русской научной традиции именуется также «гаммой Римского-Корсакова». Результирующий 8-ступенный звукоряд в англоязычном музыкознании носит название «октатоники» (англ. octatonic scale).
Как и прочие симметричные лады («лады ограниченной транспозиции» у О. Мессиана), уменьшённый лад статичен, содержит ограниченные возможности для модуляции. В связи с этим он применялся композиторами в основном как красочный модализм внутри мажорно-минорной тональности (Ф. Шопен, Н.А. Римский-Корсаков, П.И. Чайковский, А.К. Лядов, ранний И.Ф. Стравинский и мн.др.), либо в сочетании с другими симметричными ладами и «атональными» техниками композиции (см. нотный пример из музыки О. Мессиана).